# マイ・カインド・オブ・クリスマス
『マイ・カインド・オブ・クリスマス』（My Kind of Christmas）は、クリスティーナ・アギレラの3枚目のスタジオ・アルバムである。

## 概要
初のクリスマス・アルバム。

## 収録曲
1. クリスマス・タイム - Christmas Time
2. ディス・イヤー - This Year
3. ハヴ・ユアセルフ・ア・メリー・リトル・クリスマス - Have Yourself a Merry Little Christmas
4. エンジェルス・ウィ・ハヴ・ハード・オン・ハイ - Angels We Have Heard on High
5. メリー・クリスマス・ベイビー - Merry Christmas Baby
6. オー・ホーリー・ナイト - Oh Holy Night
7. ジーズ・アー・ザ・スペシャル・タイムズ - These Are the Special Times
8. ディス・クリスマス - This Christmas
9. ザ・クリスマス・ソング - The Christmas Song
10. クリスティーナズ・クリスマス - Xtina's Christmas
11. ザ・クリスマス・ソング（ホリデイ・リミックス） - The Christmas Song (Holiday Remix)